# Panzergrenadierbrigade 1
Die Panzergrenadierbrigade 1 (PzGrenBrig 1) mit Stabssitz in Hildesheim war ein Großverband des Heeres der Bundeswehr, der der 1. Panzerdivision in Hannover unterstellt war. Die Brigade wurde am 31. Dezember 2007 aufgelöst. Sie war in ihrer Geschichte zwischen Lüneburger Heide, Harz, Solling und Weser stationiert.

## Geschichte

### Vorgeschichte als Kampfgruppe in der Heeresstruktur 1
Zur Einnahme der Heeresstruktur 1 wurde zum 1. April 1958 die Kampfgruppe B 1 mit Standort des Stabes in Hildesheim neu aufgestellt. In Neumünster war bereits vom 1. Juli 1956 bis zum 31. März 1958 ein als Kampfgruppe B 1 bezeichneter Truppenteil ausgeplant – die spätere Panzerbrigade 18. Die 1958 aufgestellte Kampfgruppe B 1 unterstand der 1. Grenadierdivision. Die Kampfgruppe B 1 gliederte sich Anfang März 1959 grob in folgende Truppenteile:
- Kampfgruppenstab Kampfgruppe B 1, Hildesheim
  -  Grenadierbataillon 1, Hannover
  -  Grenadierbataillon 21, Hannover
  -  Feldartilleriebataillon 15, Hildesheim

### Heeresstruktur 2
Zur Einnahme der Heeresstruktur 2 wurde zum 16. März 1959 die Kampfgruppe B 1 in die Panzergrenadierbrigade 1 umgegliedert. Die Brigade war der 1. Panzergrenadierdivision, der späteren 1. Panzerdivision, unterstellt. 1959 wurde das Panzerbataillon 14 aufgestellt und der Brigade unterstellt.  unterstellt. Das Panzergrenadierbataillon 12 verlegte 1961 nach Osterode am Harz. Während der Heeresstruktur 2 unterstand der Brigade:
- das Grenadierbataillon 1 (ab 1959 Panzergrenadierbataillon 11, ab 1966 Panzergrenadierbataillon 11 (MTW), ab 1972 Panzergrenadierbataillon 11 (SPz))
- das Grenadierbataillon 21
- das Panzergrenadierbataillon 12
- das Feldartilleriebataillon 15 (ab 1967 Panzerartilleriebataillon 15)
- die Panzeraufklärungskompanie 10
- die Panzerjägerkompanie 10
- die Panzerpionierkompanie 10
- die Flugabwehrbatterie 10
- die Instandsetzungskompanie 10
- das Versorgungsbataillon 16
- das Panzerbataillon 14.

### Heeresstruktur 3
Bis 1972 wurde das Versorgungsbataillon 16 aufgelöst.

### Heeresstruktur 4
In der Heeresstruktur 4 gliederte sich die Brigade ab 1981 in:
- die Panzerjägerkompanie 10 in Hildesheim
- die Nachschubkompanie 10 in Hildesheim
- die Instandsetzungskompanie 10 in Hildesheim
- die Panzerpionierkompanie 10 in Holzminden
- das gemischte Panzergrenadierbataillon 11 in Hildesheim (Aufstellung 1. April 1981 in Hildesheim)
- das Panzergrenadierbataillon 12 in Osterode am Harz (Aufstellung am 1. Juli 1958 in Höxter / Osterode am Harz)
- das Panzergrenadierbataillon 13 in Wesendorf (am 1. Oktober 1980 hervorgegangen aus dem Panzergrenadierbataillon 11)
- das Panzerbataillon 14 in Hildesheim-Steuerwald
- das Panzerartilleriebataillon 15 Stadtoldendorf (aus Feldartilleriebataillon 15 gebildet)

Die Brigade umfasste im Herbst 1989 in der Friedensgliederung etwa 3150 Soldaten. Die geplante Aufwuchsstärke im Verteidigungsfall betrug rund 3550 Soldaten. Zum Aufwuchs war die Einberufung von Reservisten und die Mobilmachung von nicht aktiven Truppenteilen vorgesehen. Zum Ende der Heeresstruktur 4 im Herbst 1989 war die Brigade weiter Teil der 1. Panzerdivision und gliederte sich grob in folgende Truppenteile:
- Stab/Stabskompanie Panzergrenadierbrigade 1, Hildesheim
  -  Panzerjägerkompanie 10, Hildesheim
  -  Panzerpionierkompanie 10, Holzminden
  -  Nachschubkompanie 10, Hildesheim
  -  Instandsetzungskompanie 10, Hildesheim
  -  Panzergrenadierbataillon 11 (teilaktiv), Hildesheim
  -  Panzergrenadierbataillon 12, Osterode am Harz
  -  Panzergrenadierbataillon 13, Wesendorf
  -  Panzerbataillon 14, Hildesheim
  -  Panzerartilleriebataillon 15, Stadtoldendorf

### Heeresstruktur 5 bis zur Auflösung
Die Panzerjägerkompanie 10 wurde am 31. März 1992 aufgelöst. In der Heeresstruktur 5 wurde 1994 die Nachschubkompanie 10 aufgelöst, so dass der Brigade folgende Bataillone unterstanden:
- Stabskompanie in Hildesheim
  -  Panzergrenadierbataillon 12 in Osterode am Harz
  -  Panzergrenadierbataillon 332 in Wesendorf (seit 1. Januar 1996)
  -  Panzerartilleriebataillon 15 in Stadtoldendorf
  -  Panzerbataillon 24 in Braunschweig

2003 wurden das Panzerartilleriebataillon 425, das Panzergrenadierbataillon 421, das Panzerpionierbataillon 803 und das Logistikbataillon 141 im Zuge der Struktur „Heer der Zukunft“ der Brigade unterstellt. Im Gegenzug wurden aufgelöst: das Panzergrenadierbataillon 12, das Panzerbataillon 24 und die Panzerpionierkompanie 10. Das Panzerartilleriebataillon 15 wurde in einen nichtaktiven Verband umgewidmet.
- Panzerpionierkompanie 10 in Holzminden (Auflösung 31. August 2003)
- Panzerbataillon 33 in Neustadt am Rübenberge (seit 1. Januar 2002)
- Panzergrenadierbataillon 421 in Brandenburg (seit 1. Januar 2003)
- Panzerartilleriebataillon 425 in Lehnitz, (seit 1. Januar 2003)
- Panzerpionierbataillon 803 in Havelberg (seit 1. Juli 2003)
- Logistikbataillon 141 (seit 1. Juli 2003).

Die Brigade wurde am 31. Dezember 2007 endgültig aufgelöst, der Außerdienststellungsappell fand am 4. September 2007 in Hildesheim statt. Mit der Brigade wurde auch die Feldersatzkompanie 10 aufgelöst. Die letzten unterstellten Truppenteile Logistikbataillon 141 und Panzerbataillon 33 wechselten vor Auflösung zur Panzerlehrbrigade 9. Das Panzergrenadierbataillon 421 wurde aufgelöst. Das Panzerpionierbataillon 803 wurde der Panzergrenadierbrigade 41 unterstellt.

## Kommandeure
Folgende Kommandeure führten die Brigade und die Kampfgruppe B 1:
| Nr. | Dienstgrad     | Kommandeur                                     | von           | bis           |
| --- | -------------- | ---------------------------------------------- | ------------- | ------------- |
| 16. | Oberst         | Ernst-Otto Berk                                | 27. Mrz. 2003 | 13. Apr. 2006 |
| 15. | Brigadegeneral | Wolf-Dieter Skodowski                          | 26. Mrz. 1999 | 26. Mrz. 2003 |
| 14. | Brigadegeneral | Dirk Walther Oetting                           | 1. Jan. 1995  | 25. Mrz. 1999 |
| 13. | Oberst         | Jürgen Ruwe                                    | 1. Okt. 1991  | 31. Dez. 1994 |
| 12. | Oberst         | Manfred Dietrich                               | 21. Dez. 1989 | 30. Sep. 1991 |
| 11. | Oberst         | Hans-Theodor Dingler                           | 1. Okt. 1987  | 20. Dez. 1989 |
| 10. | Oberst         | István Csoboth                                 | 1. Apr. 1984  | 30. Sep. 1987 |
| 09. | Brigadegeneral | Johann Adolf (Hanno) Graf von Kielmansegg jun. | 26. Mrz. 1982 | 31. Mrz. 1984 |
| 08. | Brigadegeneral | Hans Detlef Ahrens                             | 1. Okt. 1977  | 26. Mrz. 1982 |
| 07. | Oberst         | Walter Hoffmann                                | 1. Apr. 1973  | 30. Sep. 1977 |
| 06. | Brigadegeneral | Johannes Poeppel                               | 1. Jan. 1970  | 31. Mrz. 1973 |
| 05. | Oberst         | Carl-Gero von Ilsemann                         | 1. Okt. 1966  | 31. Dez. 1969 |
| 04. | Brigadegeneral | Eike Middeldorf                                | 15. Okt. 1963 | 30. Sep. 1966 |
| 03. | Brigadegeneral | Heinz-Helmut von Hinckeldey                    | 1. Okt. 1962  | 14. Okt. 1963 |
| 02. | Brigadegeneral | Hans-Georg von Tempelhoff                      | 1. Nov. 1959  | 30. Sep. 1962 |
| 01. | Oberst         | Hans-Heinz Fischer                             | 1. Apr. 1958  | 31. Okt. 1959 |

## Verbandsabzeichen

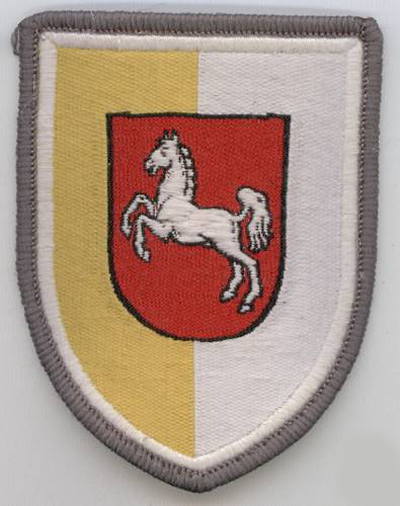
Gewebtes Verbandsabzeichen für den Dienstanzug

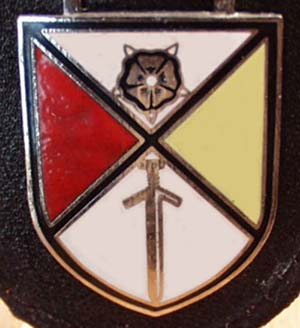
Internes Verbandsabzeichen des Stabes/Stabskompanie

Die Blasonierung des Verbandsabzeichens für den  Dienstanzug der Angehörigen der Panzergrenadierbrigade 1 lautete:
 Silbern bordiert, von gold und silber gespaltener gotischer Hauptschild, belegt mit einem silbernen, springenden Ross in rotem, spanischen Mittelschild.
Die Tingierung des Schildes entsprach den „welfischen“ Farben der Flaggen des Königreichs und der Provinz Hannover. Das aufgelegte Schild mit dem Sachsenross auf rotem Grund entspricht dem Wappen Niedersachsens. Die Verbandsabzeichen der Division und der unterstellten Brigaden waren bis auf die Borde identisch. In der Tradition der Preußischen Farbfolge erhielt das Verbandsabzeichen der Panzergrenadierbrigade 1 als „erste“ Brigade der Division einen weißen Bord. Nach Außerdienststellung der Panzergrenadierbrigade 1 führte die Panzerlehrbrigade 9 das Verbandsabzeichen fort.
Da sich die Verbandsabzeichen der Brigaden der Division nur geringfügig unterschieden, wurde stattdessen gelegentlich auch das interne Verbandsabzeichen des Stabes bzw. der Stabskompanie pars pro toto als „Abzeichen“ der Brigade genutzt. Es zeigte ein Schwert und ähnlich wie im Wappen des Landkreises Hildesheim und im Hildesheimer Stadtwappen eine Rose, die auf den Tausendjährigen Rosenstock am Hildesheimer Dom verwies. Die Farben rot und gelb entsprachen der Tingierung der Wappen von Stadt und Landkreis. Das durch die Schrägquadrierung gebildete X stellte in Verbindung mit der linken Hälfte des Schwertes, welches eine 1 darstellt, das taktische Zeichen der Stabskompanie der Panzergrenadierbrigade 1 dar. 